# Basilique Saint-Alexandre-et-Saint-Théodore

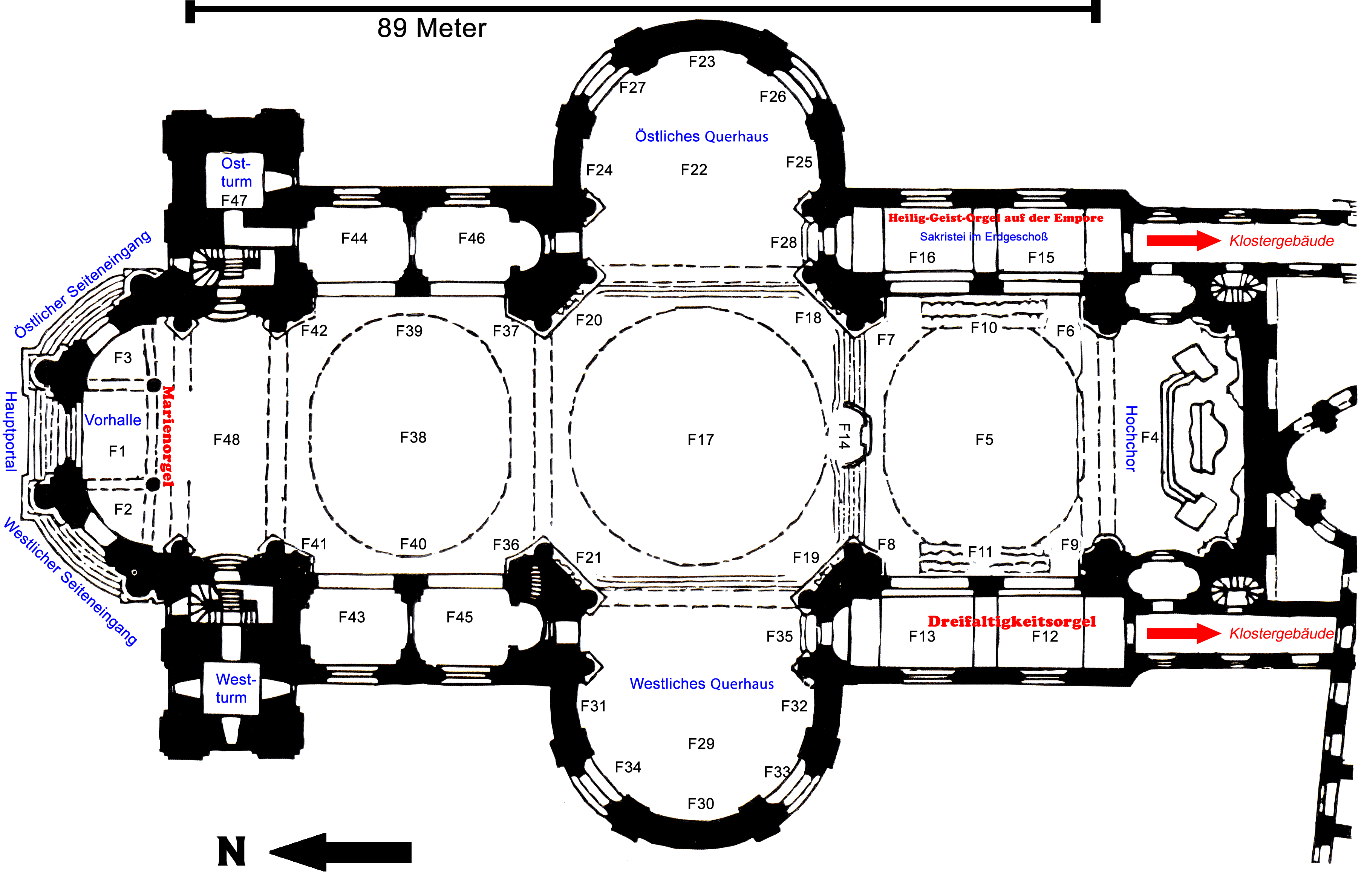
Plan de l'église.

La basilique Saint-Alexandre-et-Saint-Théodore est l'église de l'abbaye bénédictine d'Ottobeuren située à Ottobeuren dans l'Arrondissement d'Unterallgäu. L'église de l'ancienne abbaye impériale, de par son intérieur baroque tardif, est un des hauts lieux de la route baroque de Haute-Souabe. Contrairement à l'usage, l'église Saint-Alexandre-et-saint-Théodore n'est pas orientée vers l'est, mais vers le sud. D'abord abbatiale, elle appartient depuis 1804 au Land de Bavière. En 1926, le pape Pie XI lui décerne le titre honorifique de basilique mineure. L'église est dédiée à Théodore Tiron et à Alexandre de Rome, l'un des sept fils de Félicité de Rome.

## Histoire
La première église a dû être construite en même temps que la fondation du monastère en 764. Un nouveau bâtiment est attesté en 1089. Une autre construction est entreprise en 1204, avec une crypte dédiée à sainte Ursule. En 1525, le monastère et l'église sont pillés dans le cadre de la guerre des Paysans allemands. L'église est restaurée à partir de 1553. Pendant la guerre de Trente Ans, entre 1630 et 1635 l'église et le monastère sont dévastés. Une restauration du monastère et de l'église en style baroque, commencée en 1686, a été abandonnée peu de temps après au profit d'une construction neuve qui débute en 1711 pour le monastère. L'église actuelle est construite entre 1737 et 1766. 
La sécularisation en Bavière a conservé le statut d'église au bâtiment, depuis 1834/1835 elle est, avec le monastère, un prieuré dépendant de l'abbaye Saint-Étienne d'Augsbourg. L'église est basilique mineure depuis 1926. Elle a été rénovée une première fois entre 1960 et 1964, et une nouvelle fois depuis 2004. La restauration de l'extérieur est terminée en 2010, celle de l'intérieur est en cours d'achèvement en 2014,.

## La construction

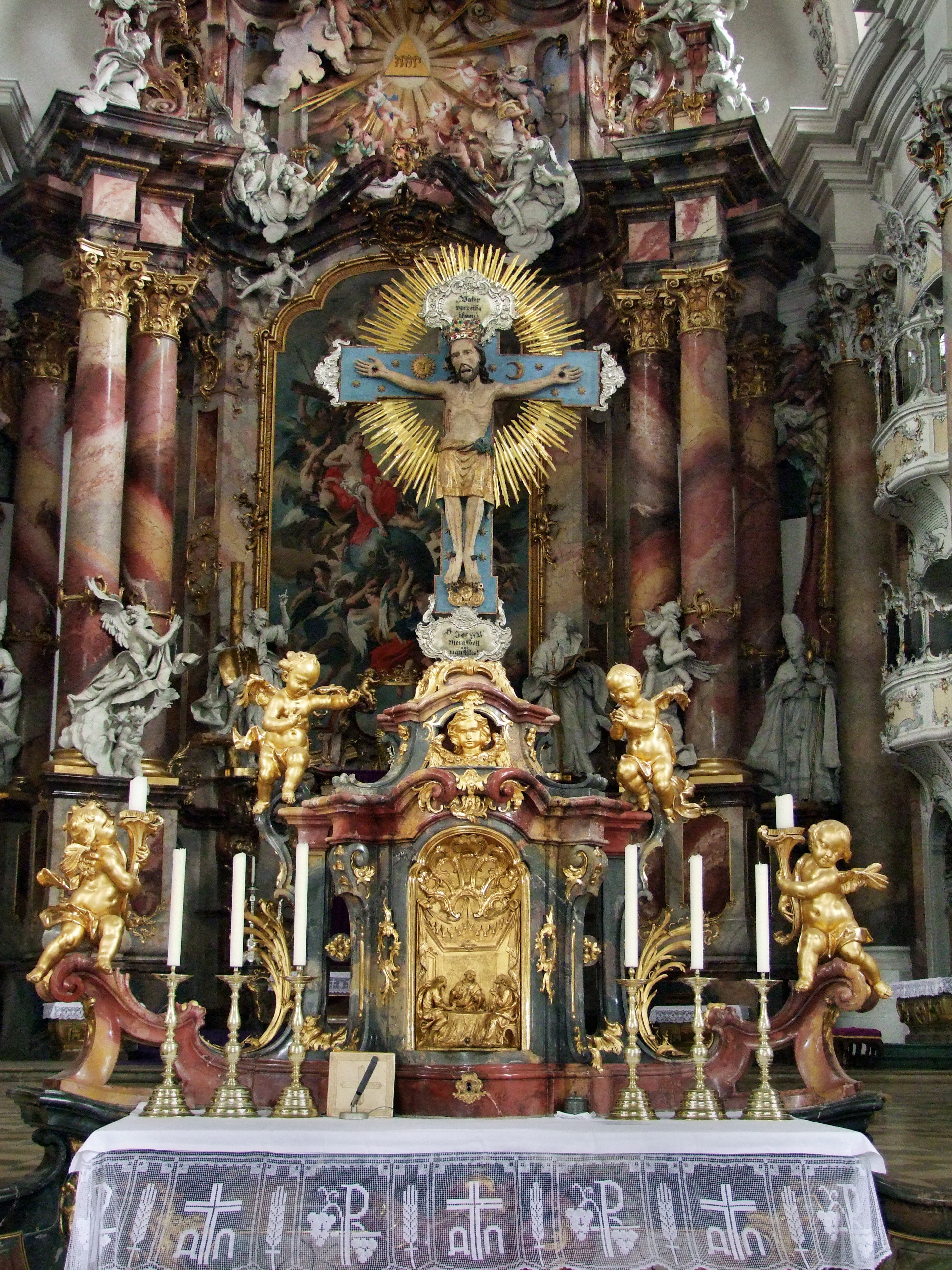
La croix d'autel romane (F14), placée devant le maître-autel (F4).

Les premiers plans d'une nouvelle église datent de 1711. La direction des travaux est confiée en 1736 à Simpert Kramer (de) qui prend pour modèle d'inspiration la basilique Saint-Martin de Weingarten (de) consacrée en 1724.
La première pierre est posée en 1737 par l'abbé Rupert II. À sa mort en 1740, la direction des travaux change plusieurs fois. Elle est confiée en 1748 à l'architecte munichois Johann Michael Fischer qui termine le bâtiment en 1753 avec la pose de la charpente du toit. 
La décoration intérieure est confiée en 1755 à Johann Michael Feuchtmayer (de). Le sculpteur et stucateur  Johann Joseph Christian (de) est choisi pour les stalles du chœur. En mai 1755, la maçonnerie des voûtes est achevée. Les peintres et stucateurs tyroliens Johann Jakob Zeiller et Franz Anton Zeiller (de) débutent la peinture des voûtes l'année suivante.  Les sculptures en pierre sur la façade sont achevées en 1759. 
Les deux clochers sont terminés en 1760 et les fresques des voûtes principales sont réalisées la même année. Le maître-autel est créé en 1761 et avec lui commence la décoration de l'église en mobilier, terminée en 1777. complété. Les deux orgues du chœur sont achevés en 1766. Une célébration de huit jours est organisée en septembre 1766 pour la consécration de l'église. Seules des modifications mineures ont été apportées ultérieurement, dans le mobilier notamment, encore souvent, cependant, la majorité des objets qui existent encore proviennent de l'époque de la construction.

## Extérieur

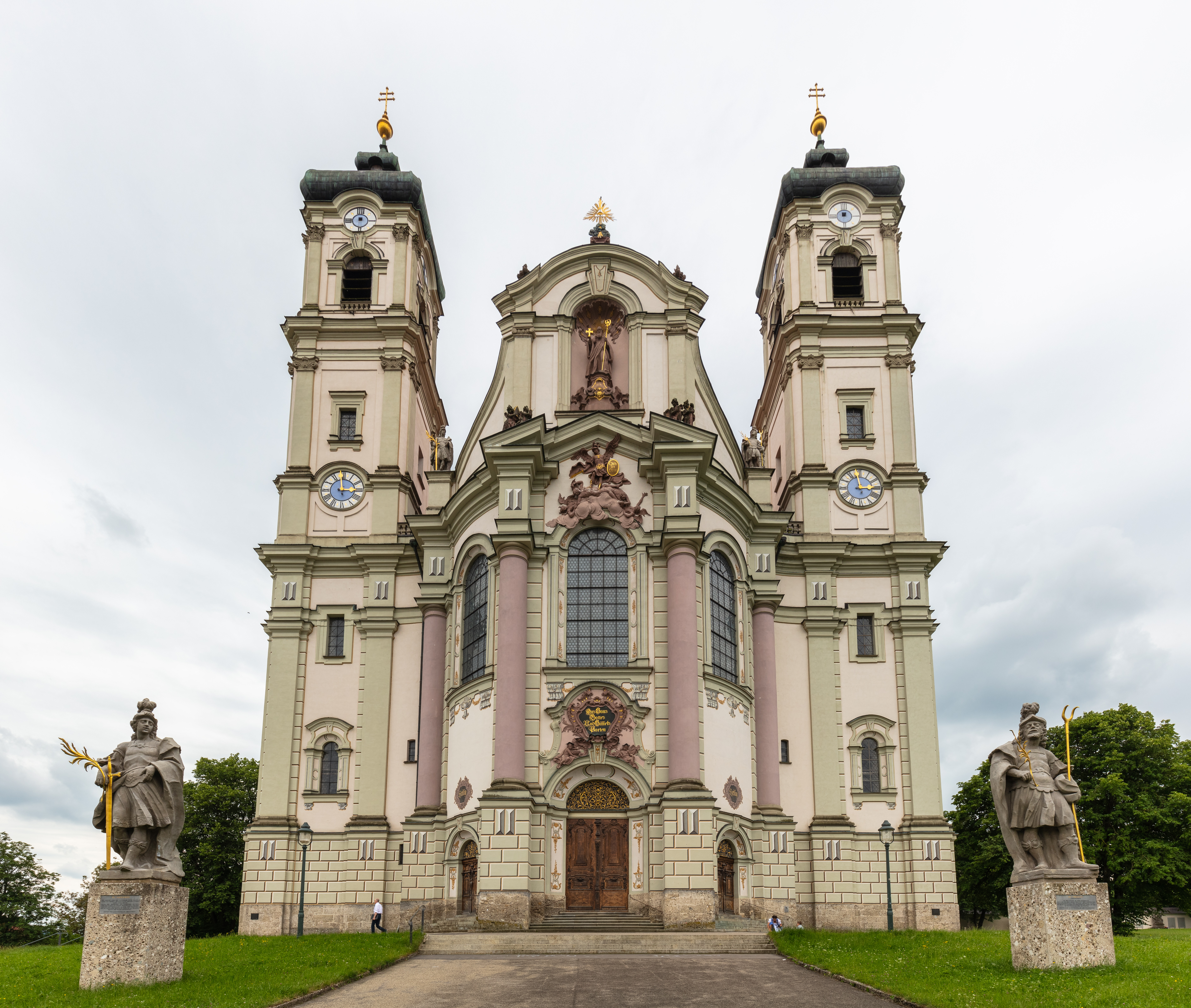
Façade de la basilique. On distingue l'œil de la Providence sur le faîte, la statue centrale de saint Benoît et les deux statues latérales.

Deux clochers de 82 mètres de haut à tête d'oignon, entourent la façade, située au nord. La nef principale avec ses chapelles latérales est suivie du transept, puis du chevet qui s'intègre dans les bâtiments du monastère. 
La façade proéminente est articulée en trois parties tant en largeur qu'en hauteur. La partie basse comporte l'entrée principale et deux entrées latérales. Au milieu, trois grandes fenêtres occupent l'espace. Au-dessus de la fenêtre centrale, une statue de saint Michel. Au pignon, dans une niche, une statue de Benoît de Nursie, flanqué de deux statues des saints Alexandre de Théodore. Un œil de la Providence est installé au faîte.

## Intérieur

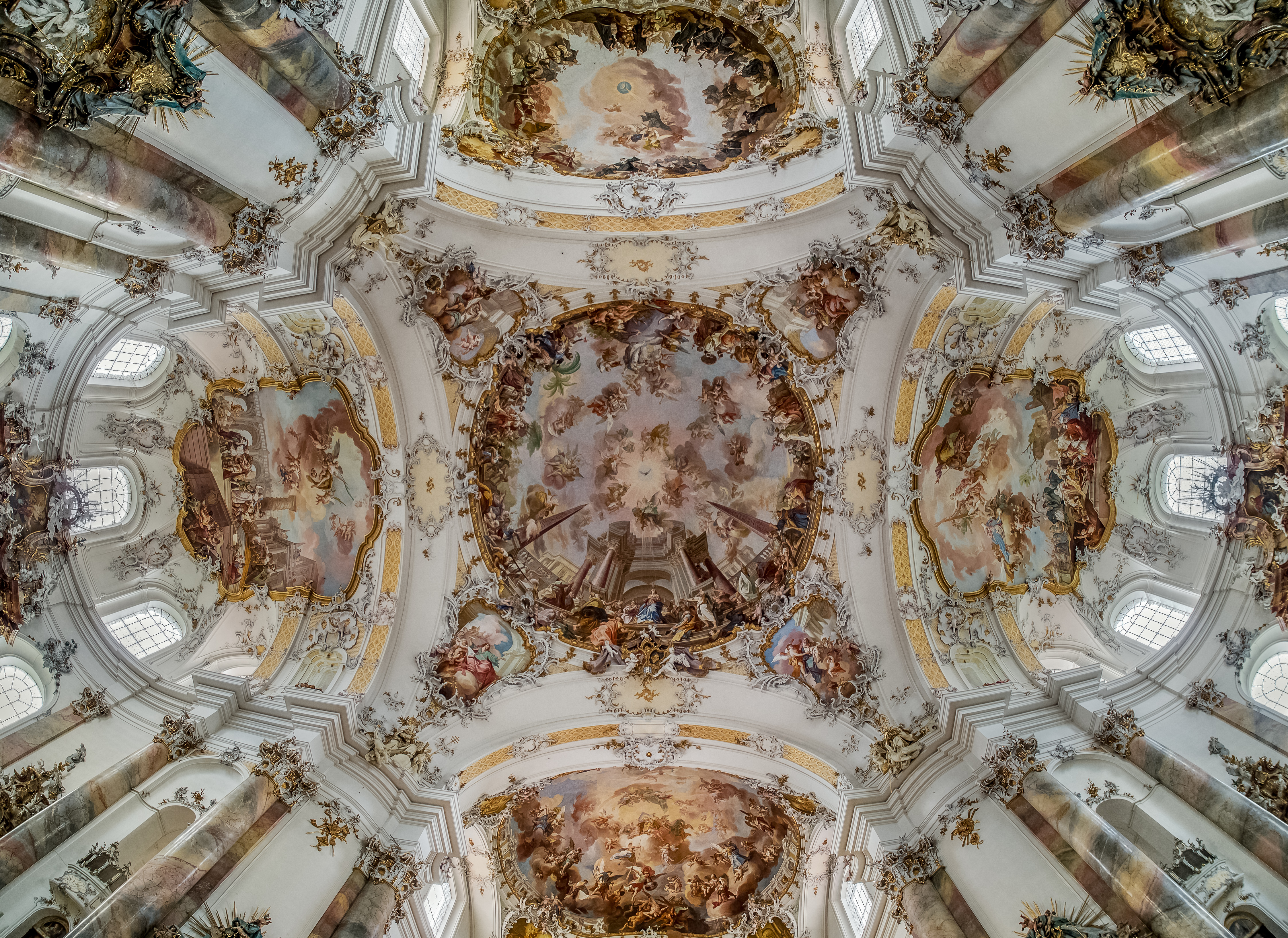
Le dôme central de la basilique Saint-Alexandre-et-Saint-Théodore. Photo juin 2015.

L'intérieur est richement décoré en style baroque tardif. Il est divisé en un hall d'entrée, une nef principale avec deux nefs, un grand transept et le chœur. En plus des décorations murales abondantes, l'intérieur contient un important mobilier, parmi lequel quinze autels.

### Narthex

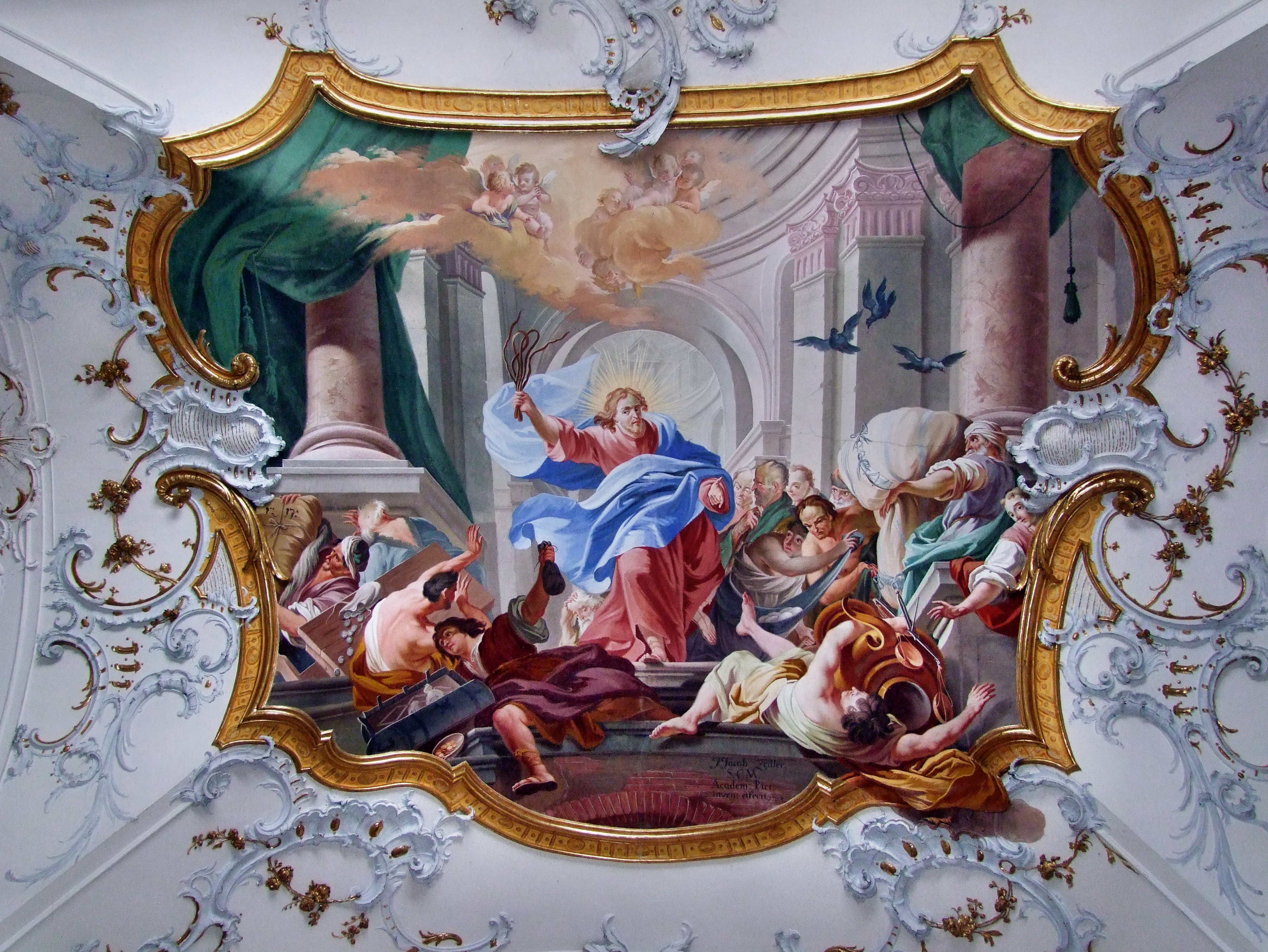
La fresque centrale du hall d'entrée (F1).

Trois portes permettent d'accéder au narthex. Le plafond est divisé en trois parties, et chacune est décorée d'une fresque. Deux piliers supportent la tribune où est installé l'orgue du de Marie. La fresque centrale montre la purification du Temple dans un cadre doré trapézoïdal et bordures des stucs. Les fresques latérales sont en forme de poire et montrent à l'ouest l'« Offrande de la pauvre veuve » 
, et à l'est la parabole du pharisien et du publicain. Une grille en fer forgé, datant de 1792 sépare le narthex de la nef principale. Sur les deux piliers supportant la tribune il y a deux blasons, à gauche celui du pape Pie XI, à droite celui du pape Benoît XVI. Devant le hall d'entrée, la galerie de l'orgue de Marie. La voûte au-dessus de la tribune porte également une fresque trapézoïdale, créée pour le jubilé des mille ans de l'abbaye.

### Nef
La nef a une longueur totale de 89 mètres, une hauteur de 36 mètres et comporte de chaque côté des colonnes en marbre qui séparent le vaisseau (la nef centrale) des deux nefs latérales. Partant de l’entrée, une première partie va jusqu'à la croisée du transept, et au-delà une partie sud qui comporte le chœur et le sanctuaire avec le maître-autel. Cette partie sud est visuellement interrompue du reste par un autel qui porte une croix romane appelée « Gnadenheiland » (rédempteur des grâces) datant de 1220, le seul objet ancien dans l’église.
Chacune des quatre colonnes du transept est dotée d'un autel. Le plafond est composé de trois grandes coupoles.

#### Vaisseau

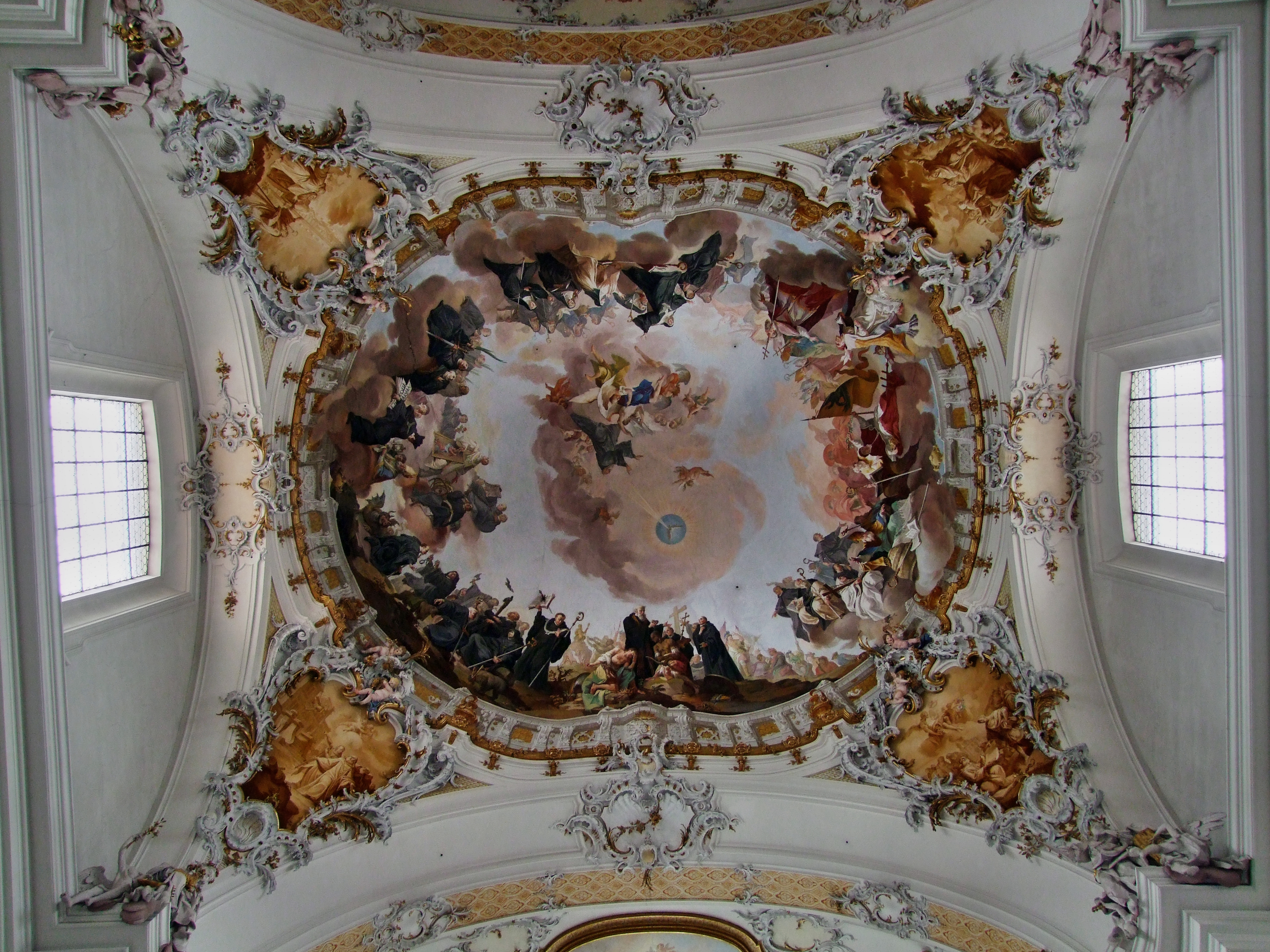
Glorification de saint Benoît, grande fresque nord (F38).

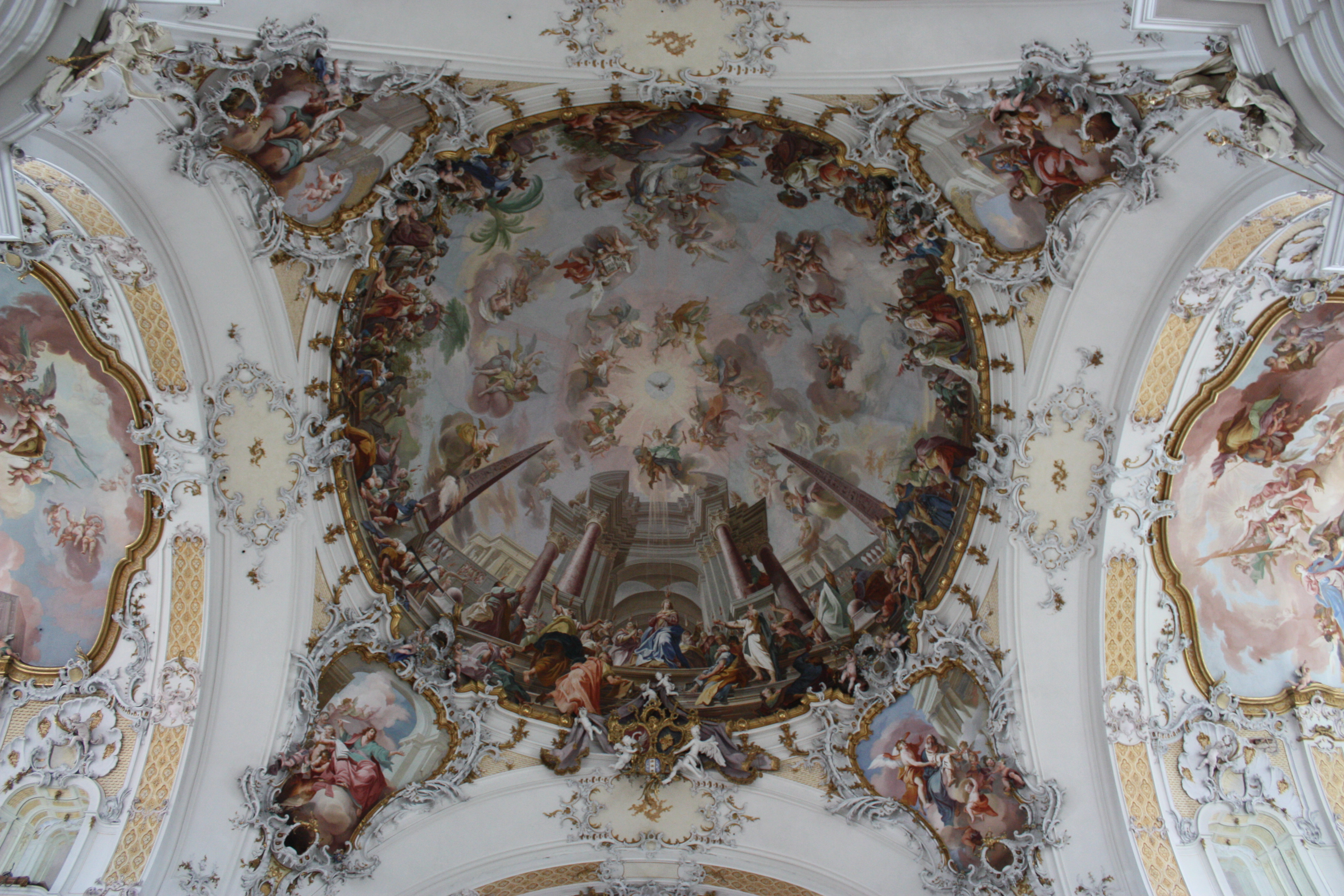
Pentecôté, fresque de la croisée du transept (F17).

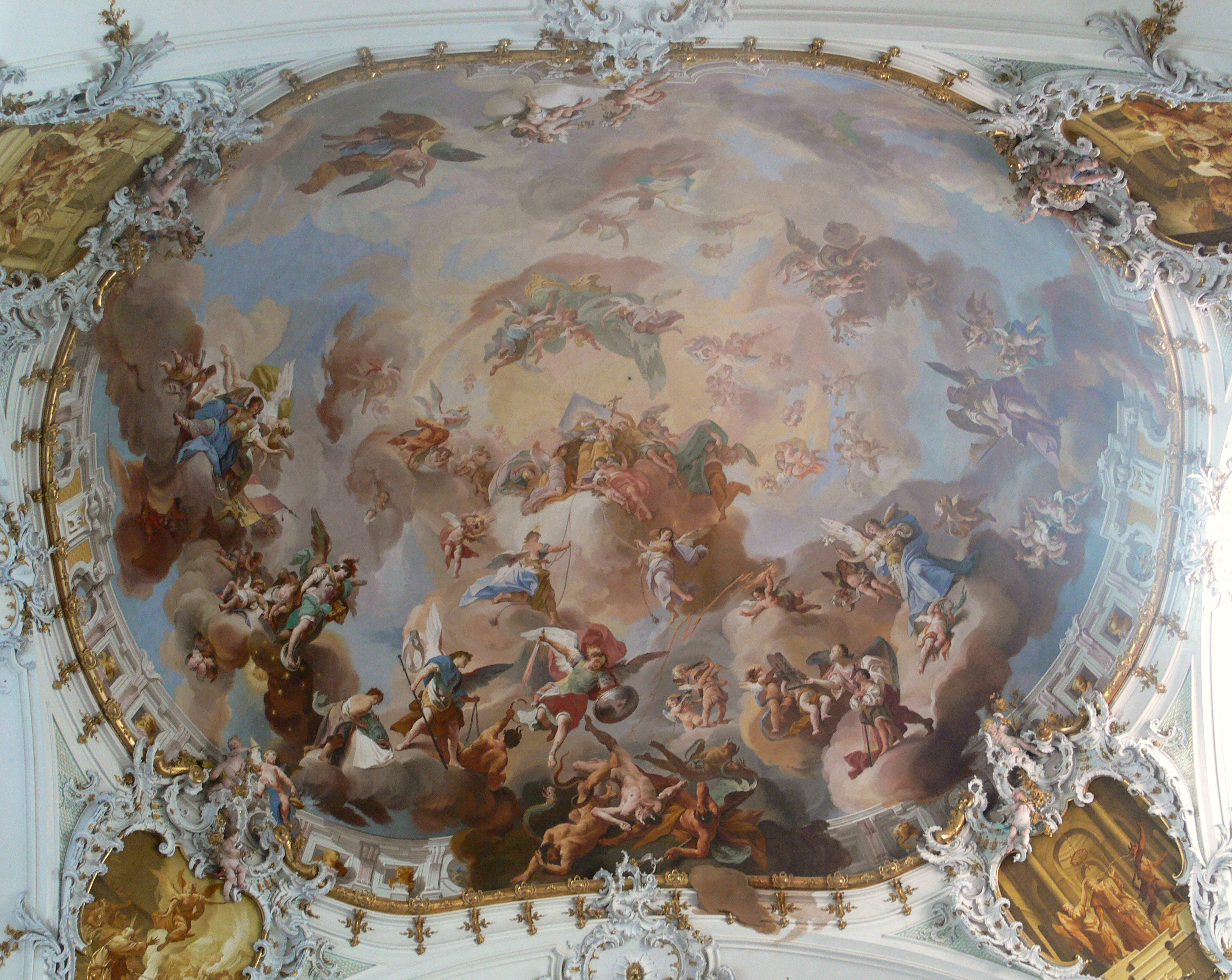
Les Neuf chœurs d'anges, fresque du chœur (F5).

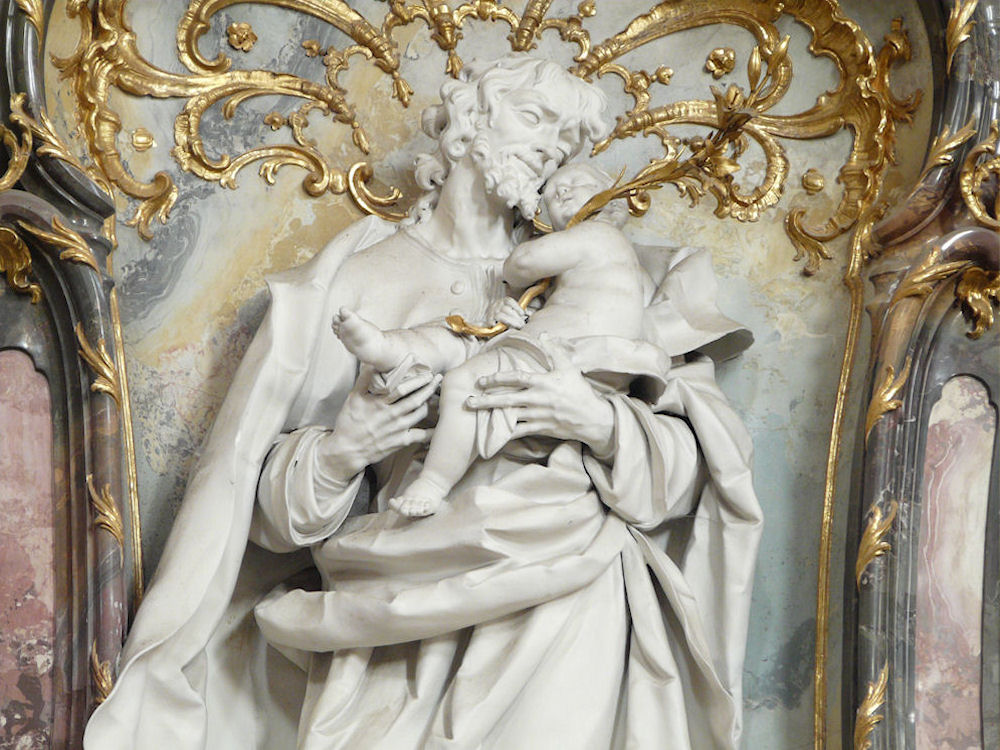
Joseph et le petit Jésus. Détail de l’autel de Joseph (F21).

La grande fresque de la partie nord montre une Glorification de saint Benoît et de son ordre. Aux quatre extrémités de la fresque, de petites fresques rejoignent les piliers, et en dessous des figures en stuc. Parmi ces fresques, celle de l'extrémité nord-est montre Benoît et des donateurs. La fresque du transept représente la Pentecôte. On voit la disposition traditionnelle de Marie entourée des apôtres, et le Saint Esprit qui les éclaire. Enfin, la fresque du chœur représente les Neuf chœurs d'anges.

#### Nef orientale
La nef latérale est a également une longueur totale de 89 mètres. Elle est interrompue par le transept. La partie nord est à un seul étage, la partie sud en a deux.
Dans la partie nord, entre l'entrée et le transept, se trouvent deux autels latéraux. La partie sud, côté chœur, est fermée au public; elle contient, au rez-de-chaussée, la sacristie, et à l’étage l'orgue du Saint-Esprit Heilig-Geist-Orgel.

#### Nef occidentale
Comme la nef orientale, la nef latérale ouest a également une longueur de 89 mètres, et est interrompue par le transept. Dans sa partie nord, entre l'entrée et le transept, se trouvent deux autels latéraux. Dans les chapelles, il y a en outre des tableaux (par exemple une Assomption dans la deuxième) ou des fresques.  
Dans la partie sud est aménagé, au rez-de-chaussée, un passage public vers les bâtiments du monastère, et à l’étage se trouve l'orgue de la Trinité, la Dreifaltigkeitsorgel.

### Transept

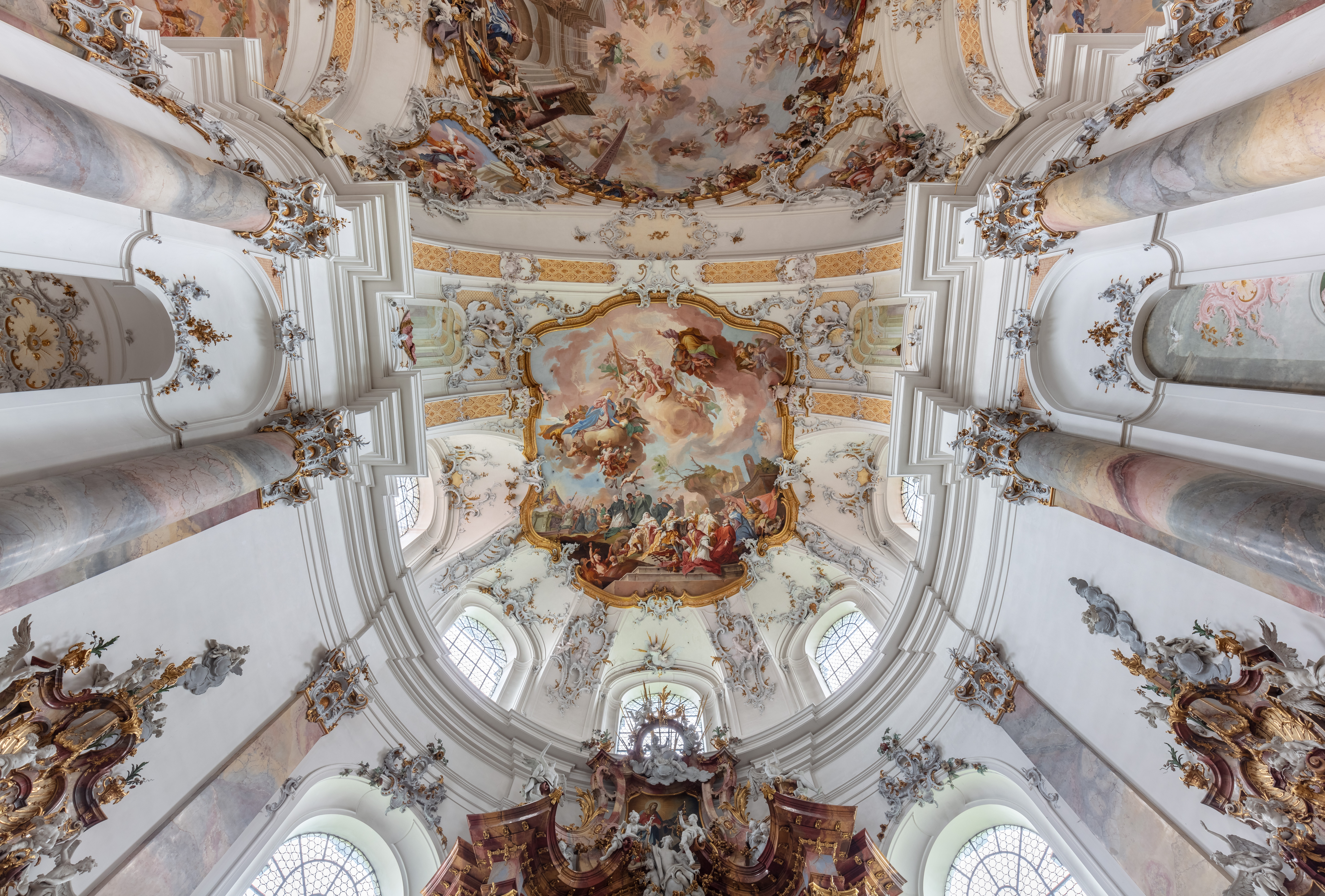
Condamnation de Félicité de Rome et de ses sept fils, dont Alexandre de Rome. Fresque du transept oriental.

Les deux bras oriental et occidental du transept ont chacun une longueur de 58 mètres et une largeur de 18 mètres. Dans le transept oriental, l'autel du mur oriental est consacré aux deux patrons de l'église Alexandre de Rome et Théodore Tiron (même si l'on voit plutôt saint Sébastien). Dans la niche centrale au-dessous du panneau du retable est placée Notre-Dame d'Eldern, une petite statue de la Vierge à l'Enfant protégée par un verre; objet de pèlerinage, elle était autrefois vénérée dans le  monastère d'Eldern fermé en 1803 et elle a trouvé une place dans l’église en 1841 après la restauration du monastère d'Ottobeuren. Elle continue à être un but de pèlerinage. Parfois, ce transept et son autel sont appelés le transept d'Eldern et l’autel d'Eldern. Le transept contient d'autres autels. Ainsi, l'autel de sainte Ursule
Le bras occidental du transept contient, à son extrémité ouest, un autel consacré à Marie. La fresque au plafond représente un escalier des grâces (Gnadentreppe). Ce transept contient d'autres autels, et notamment un autel consacré à Anne et à ses parents Zacharie et Élisabeth. Ces deux derniers sont représentés bien vieux dans deux statues qui encadrent le panneau central, une peinture montrant Anne apprenant à lire à Marie.

### Chœur
Le sanctuaire du chœur contient un maître-autel de hauteur impressionnante. Le panneau central montre une trinité, avec un globe terrestre aux pieds de Jésus. Deux statues représentent Pierre et Paul plus grands que nature.
Des deux côtés les stalles, en noyer avec des parties dorées, le siège de l’abbé et les buffets d'orgue en balcon.

## Orgues
L'église possède trois orgues. Deux d'entre eux, l'orgue du Saint Esprit et l'orgue de la Trinité, datent de 1766 et n'ont pratiquement pas été modifiés depuis. L'orgue Marie n'a été construit qu'en 1957.

### Orgues du chœur

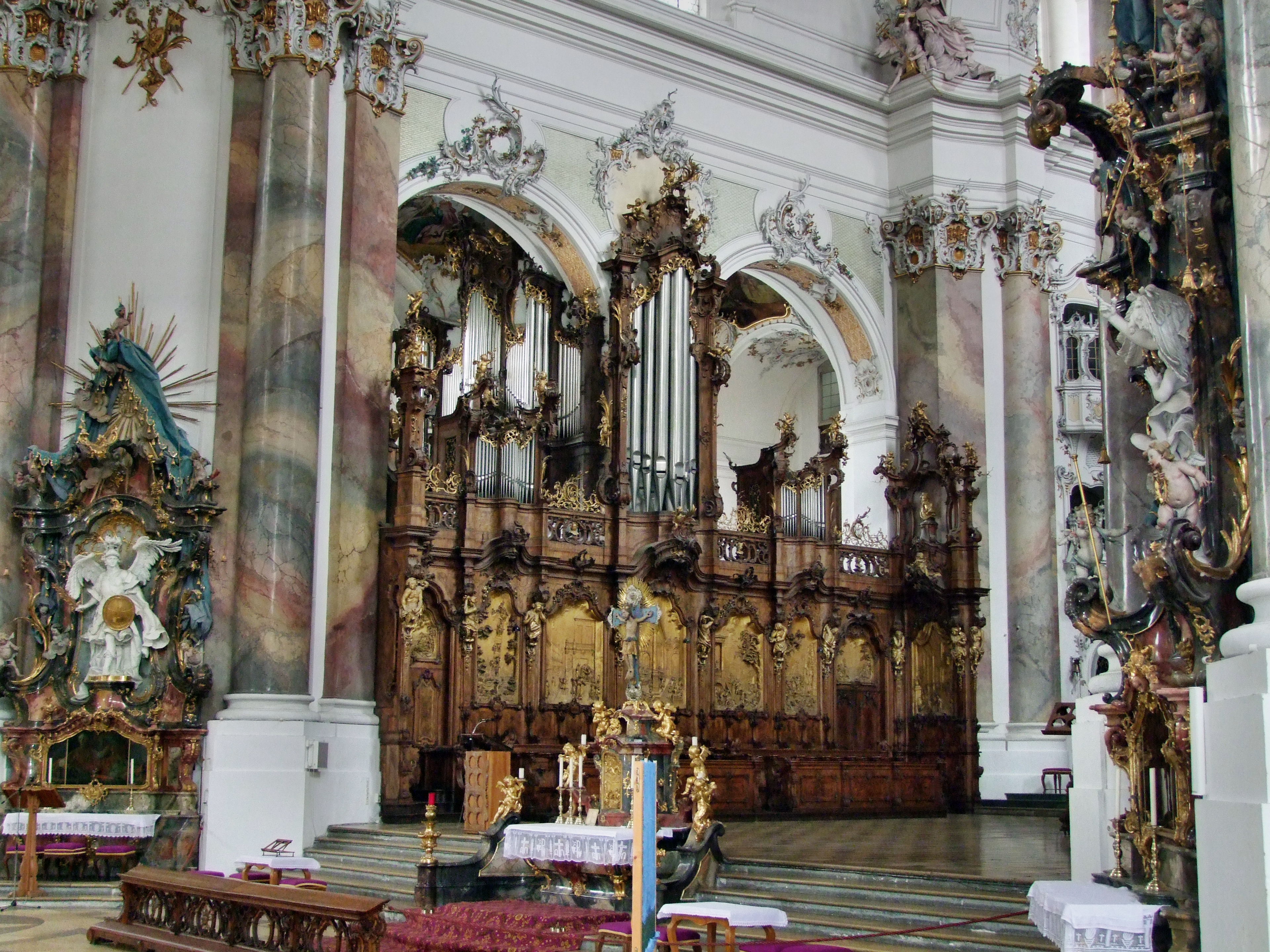
Orgue du Saint Esprit.

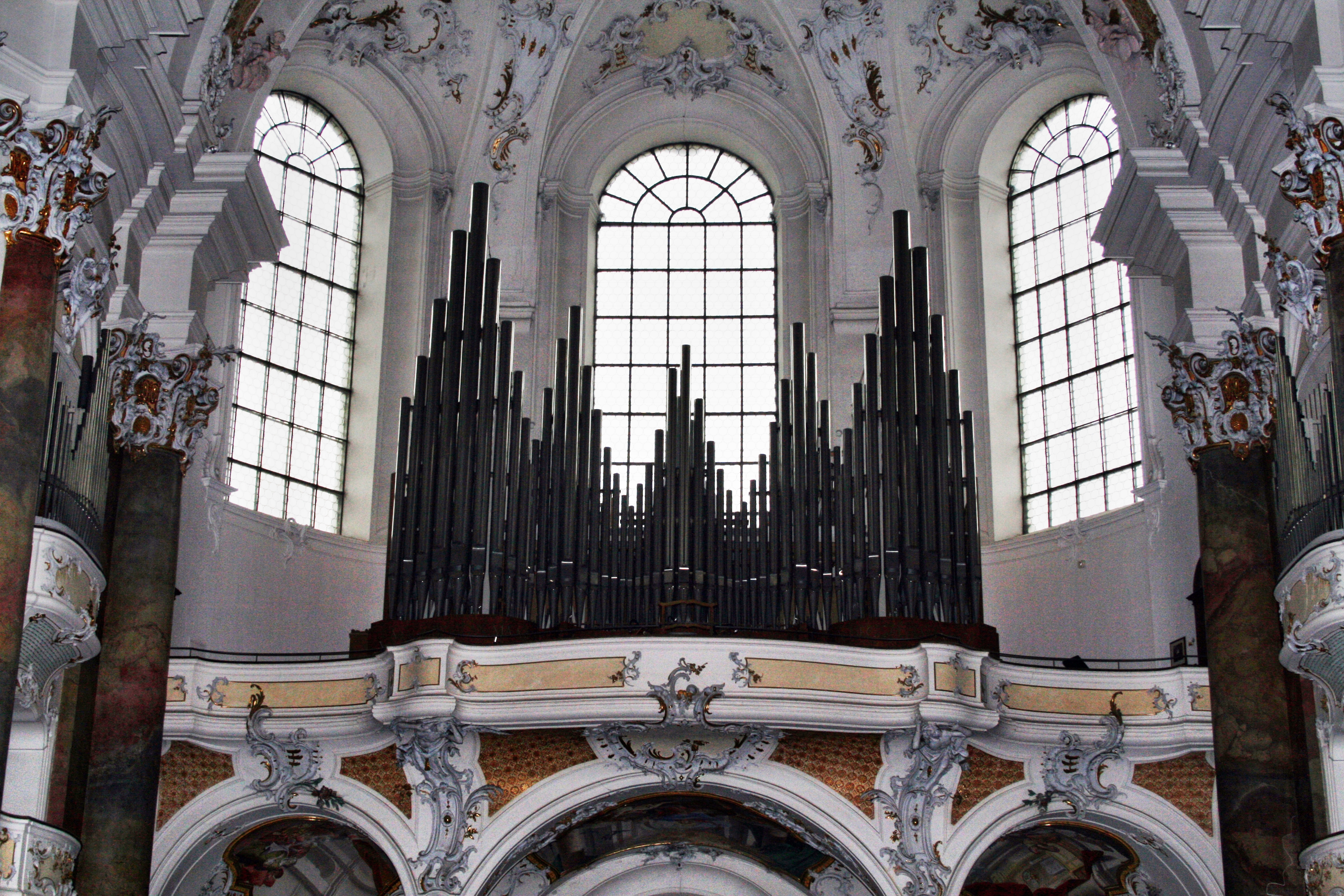
Orgue de Marie.

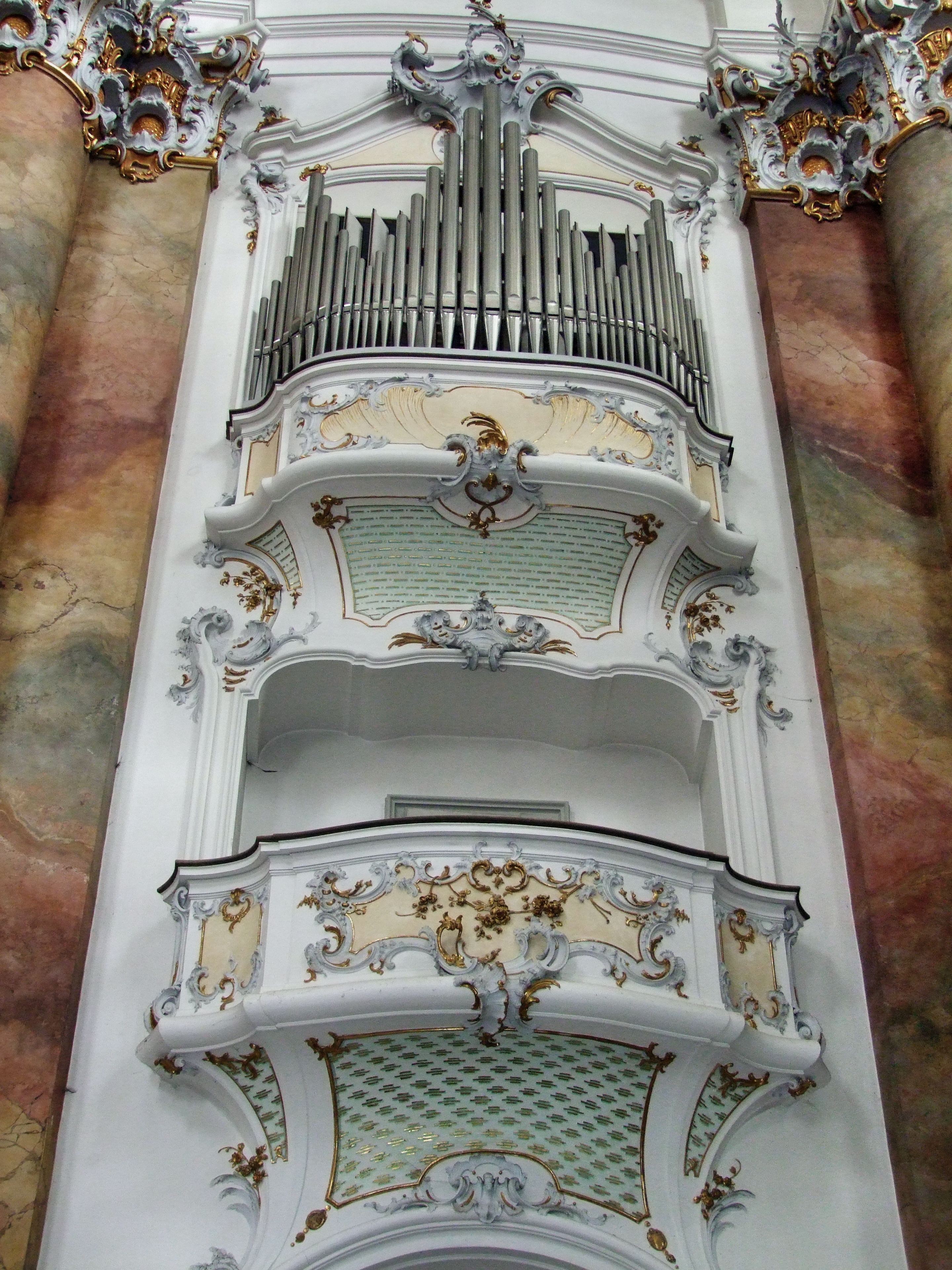
Un des orgues en balcon.

L'orgue de la Trinité (ou orgue de l'épître) et l'orgue du Saint Esprit (ou orgue de l'évangile) ont été construits en 1766 par le facteur d'orgues Charles-Joseph Riepp,  natif d'Ottobeuren et qui a connu de grands succès en France. Ils ont été à l'origine conçus  comme orgues de chœur, et ont trouvé leur emplacement sur les galeries à gauche et à droite du chœur. L'orgue principal de la tribune de la nef, pour lequel Riepp avait déjà préparé plans détaillés, n'a pu être fabriqué à cause de difficultés financières du monastère. C'est seulement en 1957 que l'église du monastère obtient cet orgue, appelé l'orgue de Marie.
Les orgues de Riepp sont fortement influencés par sa longue activité en France et suivent les principes de conception français. Ce sont donc des orgues de facture classique française, construits en Allemagne par un facteur d'orgues d'origine allemande.
L'orgue du Saint Esprit, le plus petit, dispose de 27 jeux sur deux claviers et pédalier, tandis que l'organe de la Trinité dispose de 49 registres, quatre claviers manuels et pédalier. Les deux sont disposés et harmonisés d'après les principes de la facture d'orgues française, donc particulièrement adaptés à la musique d'orgue du baroque français. Les deux orgues ont été révisés au début du XXe siècle et sont inchangés depuis. 

### Orgue de Marie
L'orgue de Marie a été financé par la Fédération de l'industrie allemande. Il a été construit en 1957, révisé et agrandi en 2002. L'instrument a actuellement 90 registres sur cinq claviers manuels et pédalier. Une particularité sont les deux  orgues de balcon détachés, chacun équipé de son propre pédalier.

## Cloches
Le carillon de l’abbaye compte sept cloches et figure parmi les ensembles aux tonalités les plus basses en,.
Deux cloches sont dans le clocher ouest :
- Hosannaglocke, en « sol-0 », de 4 995 kilos, date 1947.
- Preciosaglocke, en « si♭-0 », de 3 032 kilos, date 1948.

et cinq cloches dans le clocher est :
- Petite Hosannaglocke ou Scheidungsglocke, en « do », de 2 000 kilos, date 1948.
- Elfuhrglocke, en « ré », de 1 422 kilos, date 1948.
- Zwölfuhrglocke, en « fa », de 1 122 kilos, date 1986.
- Immaculataglocke ou vieille Zwölfuhrglocke est la plus ancienne cloche encore conservée. Elle est en « sol », pèse 613 kilos, et a été fondue en 1577.
- Benedictaglocke, en « la », de 423 kilos, date 1948.

## Galerie

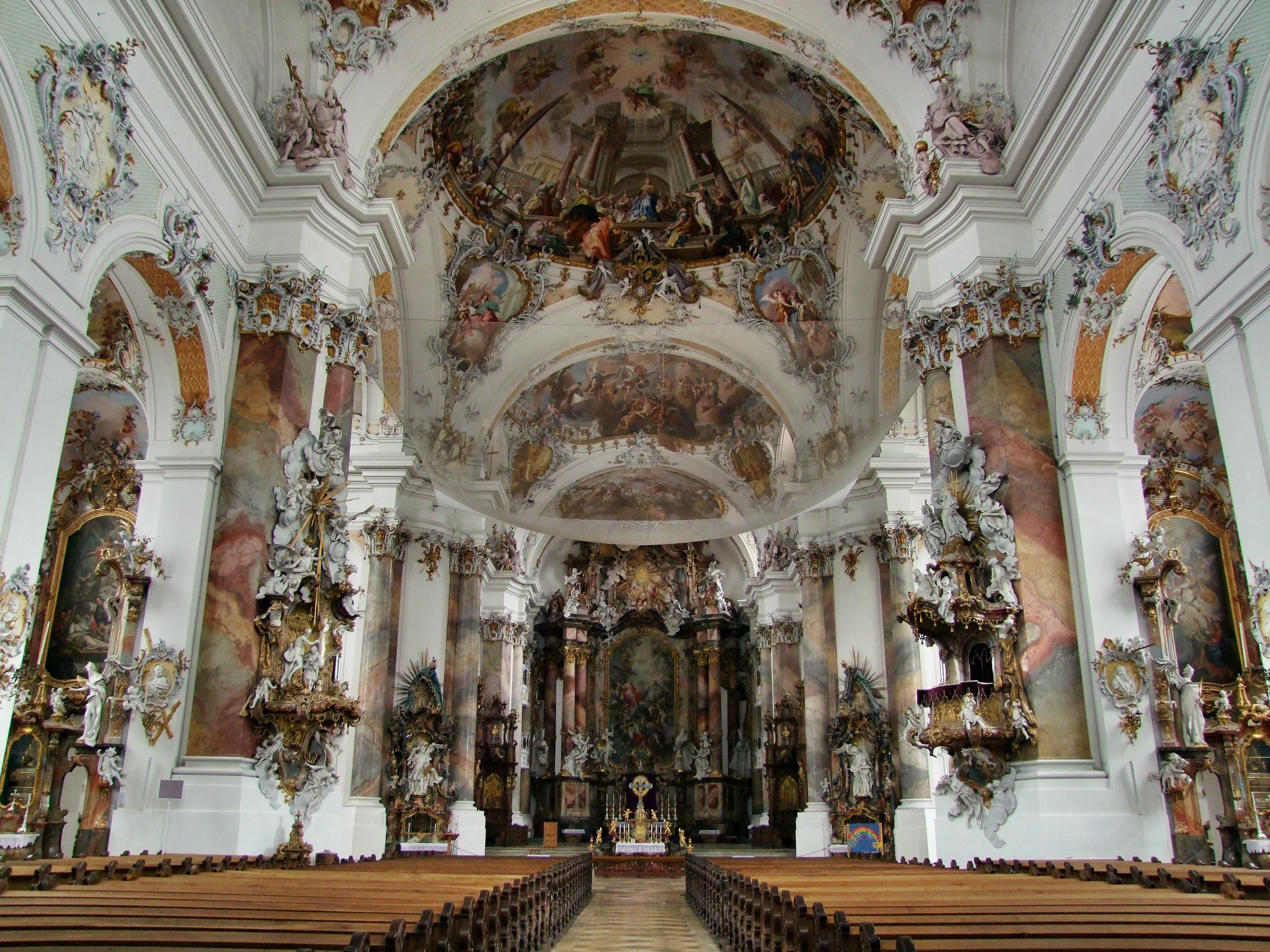
Intérieur
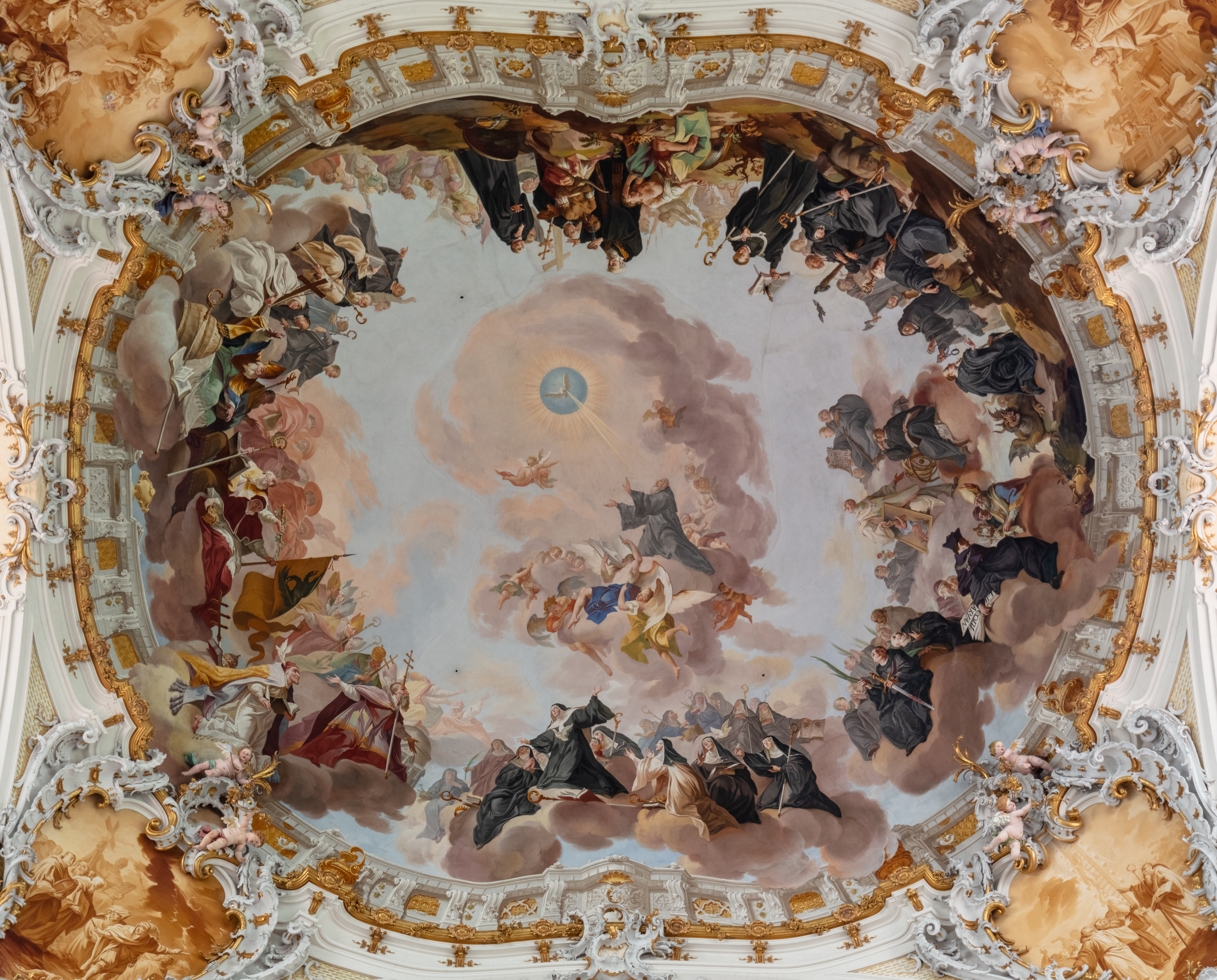
Fresques
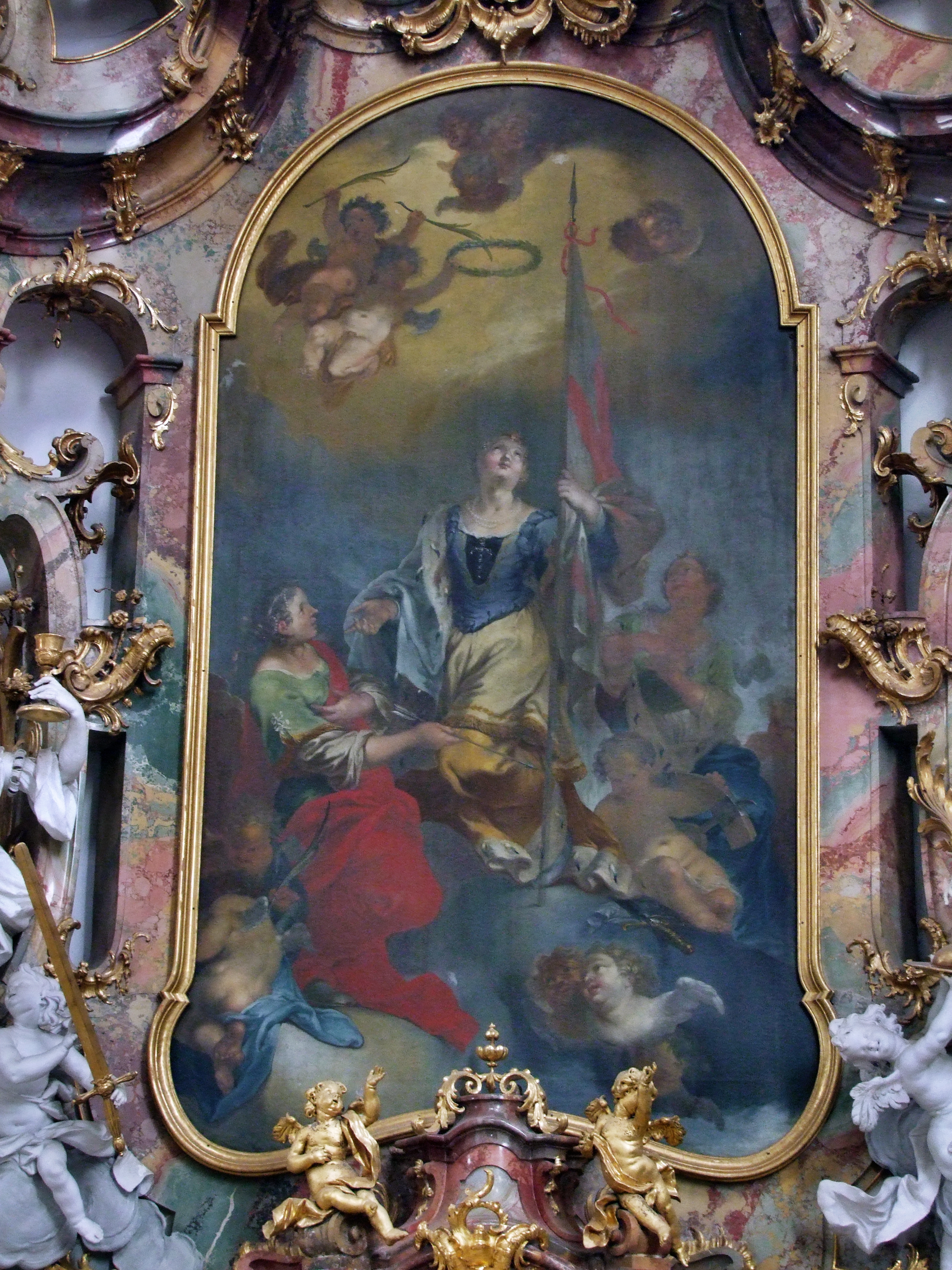
Tableaux
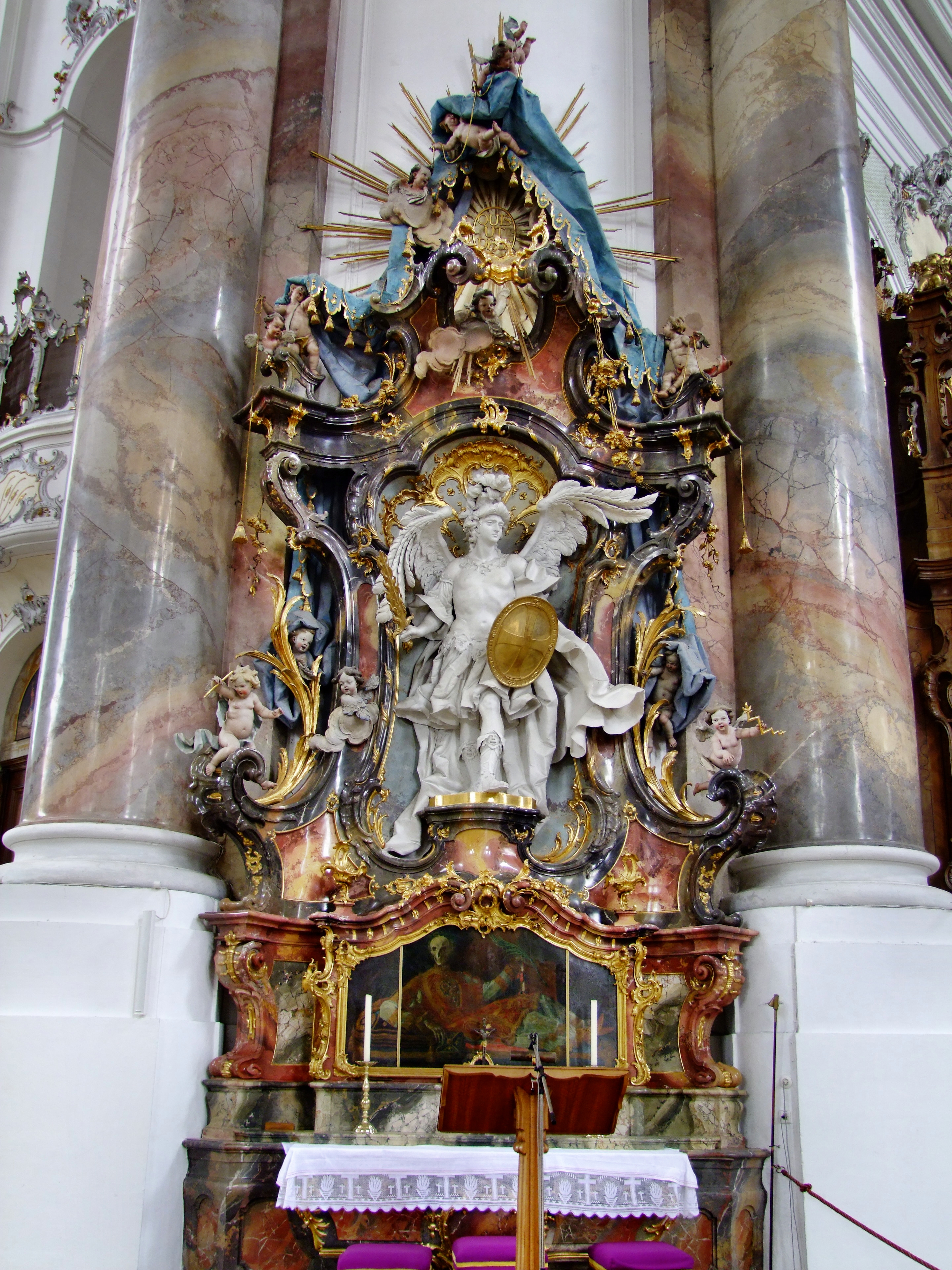
Autels
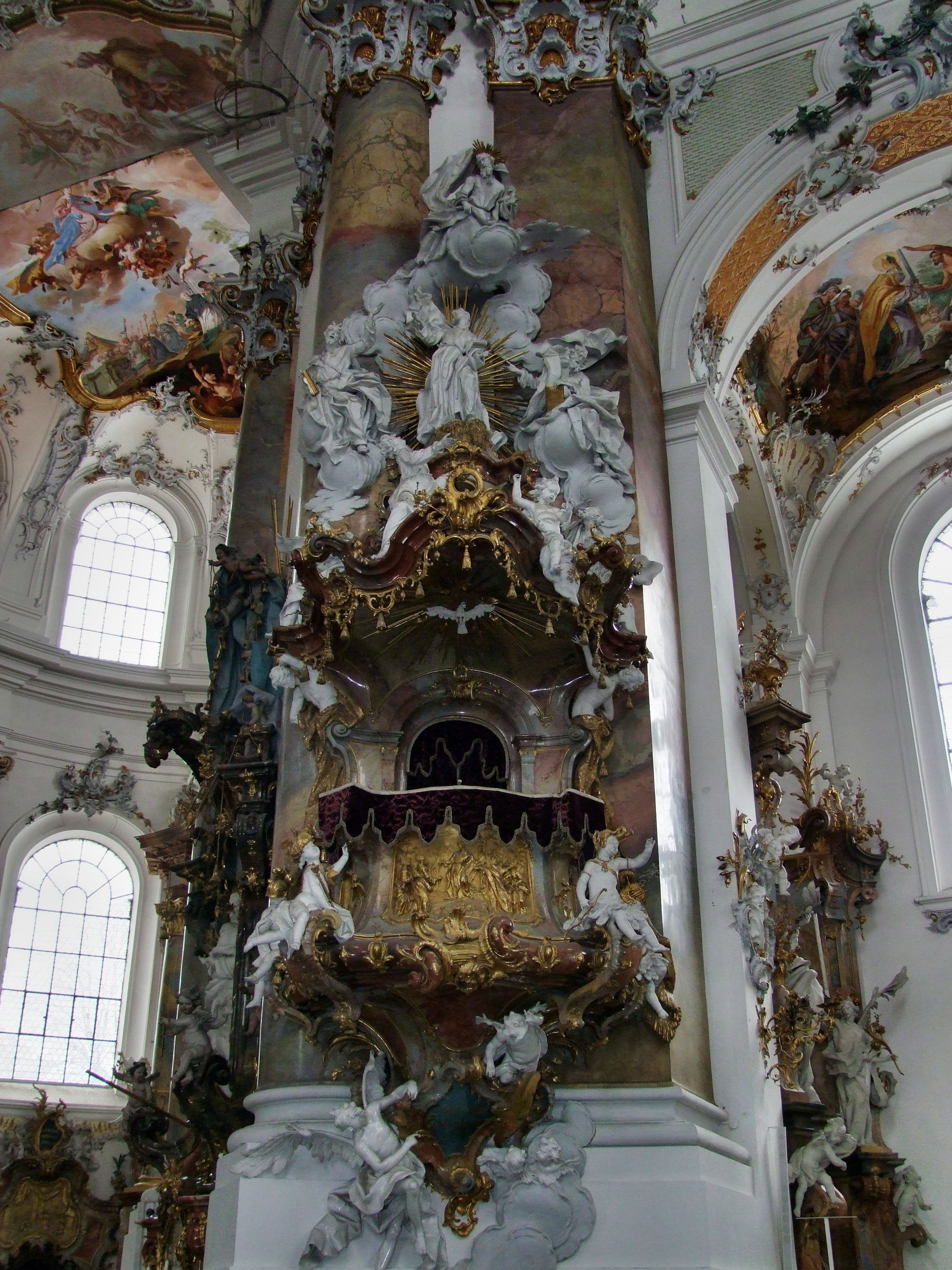
Chaires
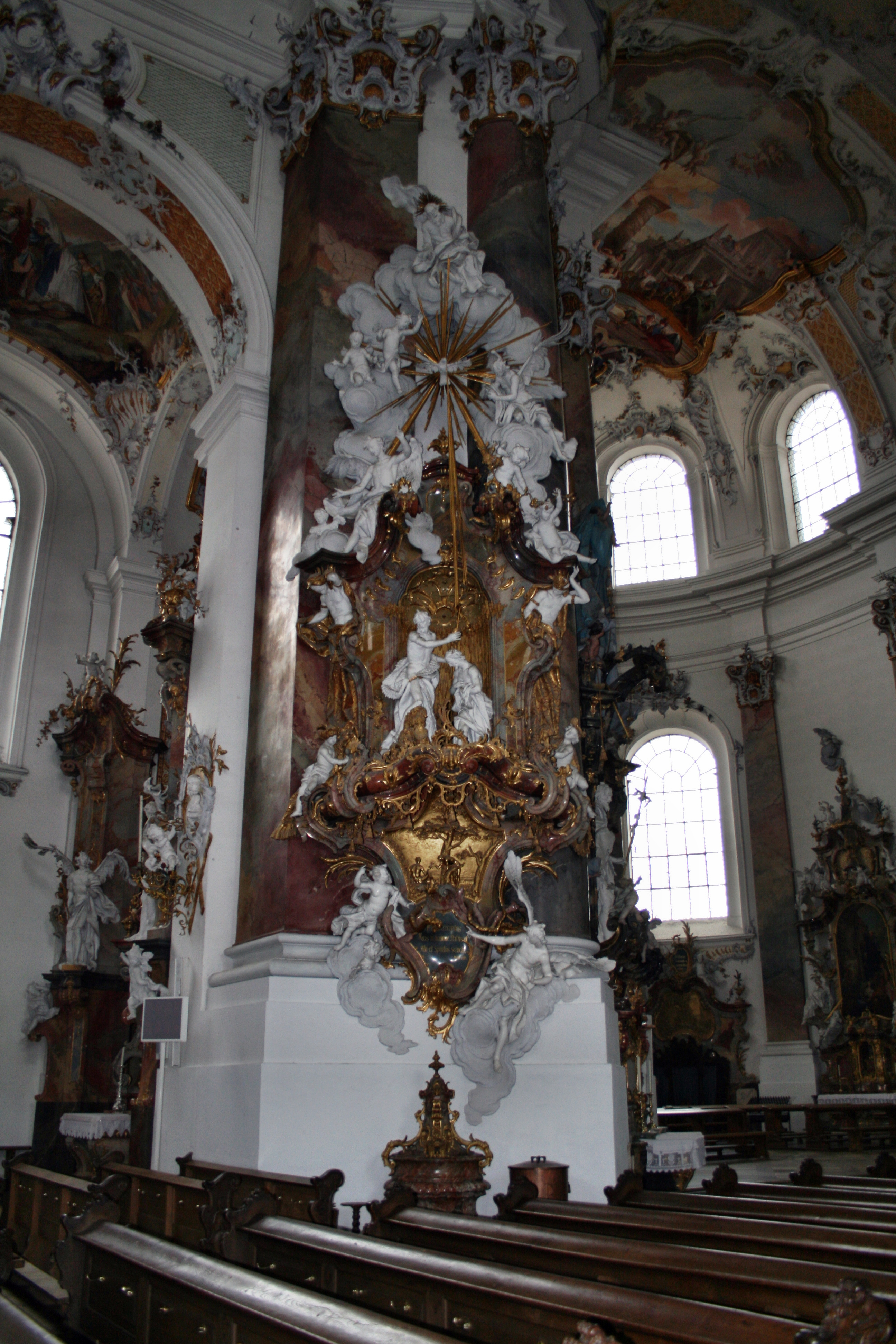
Bénitiers et fonts baptismaux
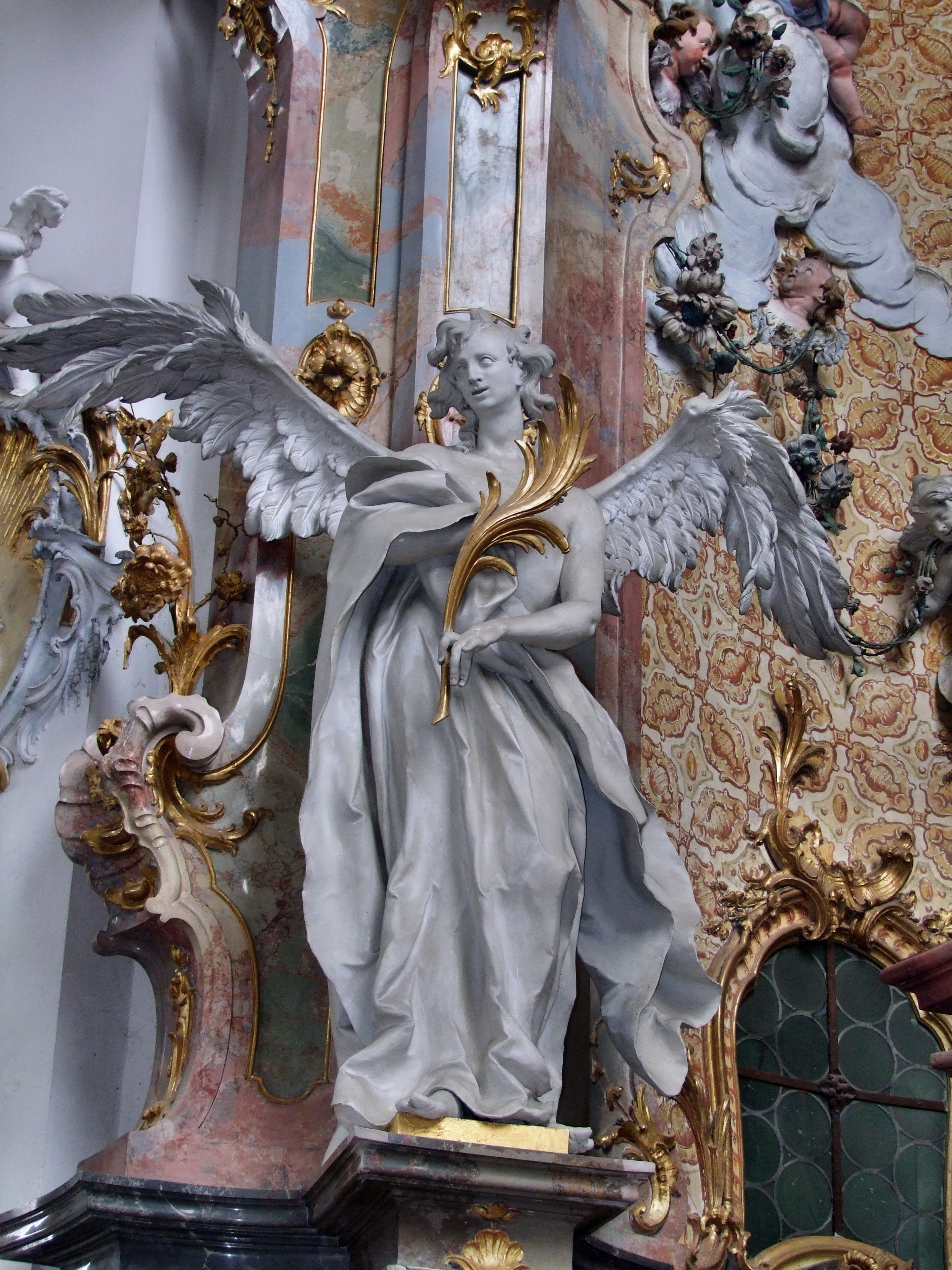
Statues
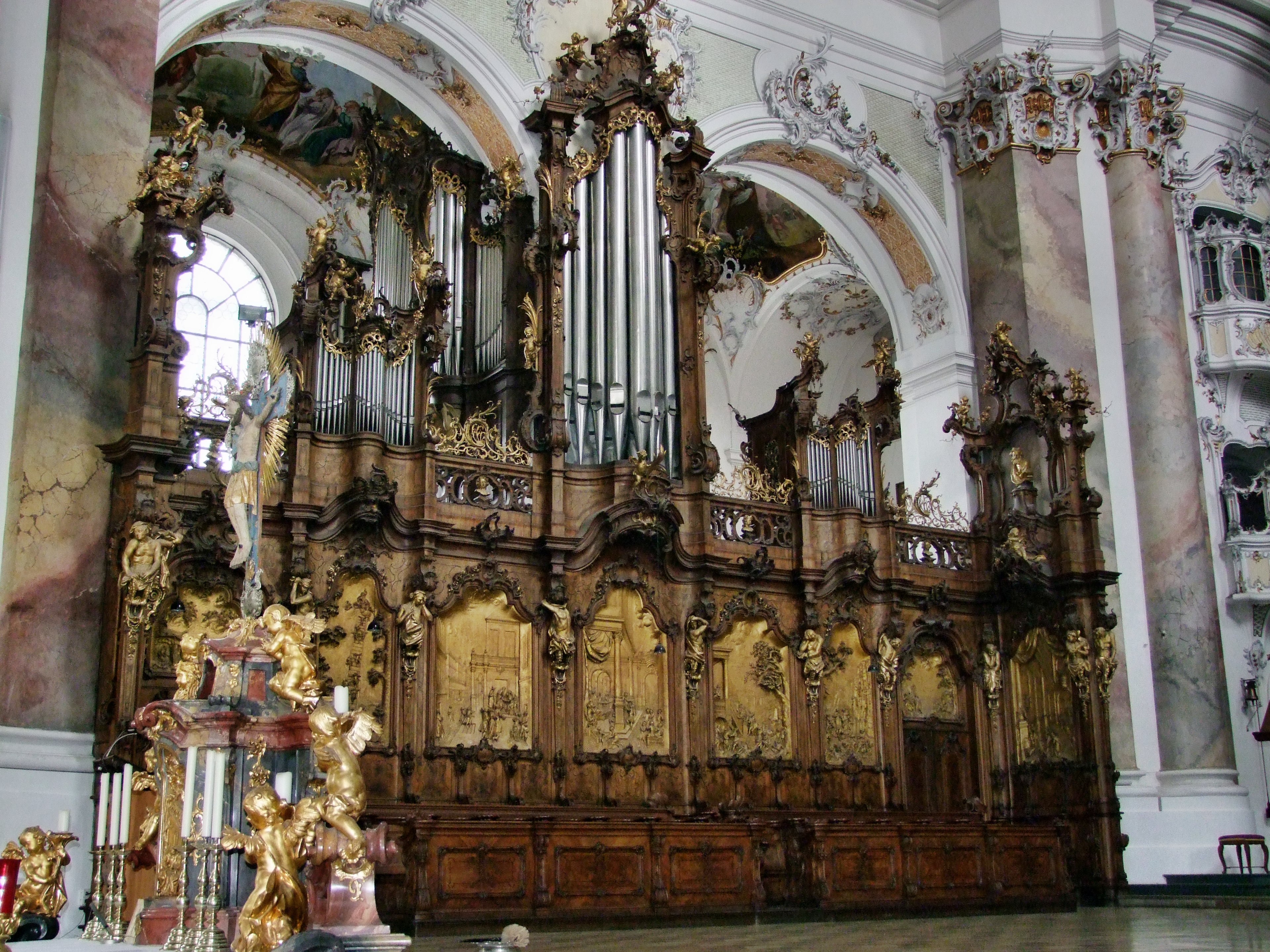
Stalles